# Radikal 182
Radikal 182  mit der Bedeutung „Wind“ ist eines von elf  der 214 traditionellen Radikale der chinesischen Schrift, die mit neun Strichen geschrieben werden.
Mit 16 Zeichenverbindungen in Mathews’ Chinese-English Dictionary gibt es relativ wenige Schriftzeichen, die unter diesem Radikal im Lexikon zu finden sind.
Radikal Wind nimmt nur in der Langzeichen-Liste traditioneller Radikale, die aus 214 Radikalen besteht, die 182. Position ein. In modernen Kurzzeichen-Wörterbüchern kann es sich an ganz anderer Stelle finden. Im Neuen chinesisch-deutschen Wörterbuch aus der Volksrepublik China steht es zum Beispiel an 121. Stelle.
Alten Vorstellungen zufolge werden die Insekten aus den Dämpfen der Erde geboren. So ist das ursprüngliche Zeichen zu erklären, das den Wind mit den Elementen Sonne, Bewegung und Ausdehnung wiedergibt. Mit der Vereinfachung wurden auch die Insekten getilgt.
Als Lautträger fungiert das Radikal in 疯 (= verrückt), 枫 (= Ahorn), 砜 (= Sulfon), 讽 (= spotten).
Als Sinnträger bringt das Schriftzeichen 風 die Bedeutung Wind in seine Zeichen wie in 飒 (= Windgeräusch), 飘 (= flattern), 飓 (in 飓风 = Hurrikan), 飙 (= Orkan).
In linker Position im Zeichen 風 ist der zweite Strich im Auslauf nach rechts zu verlängern, so dass er eine halbe Umfassung bildet wie in 飕 (= sausend). 
Schreibvariante des Radikals: Kurzzeichen (VR China): 风
Taifun bezeichnet einen tropischen Wirbelsturm im nordwestlichen Teil des Pazifiks, in anderen Weltengegenden Hurrikan oder Zyklon genannt. Das Wort Taifun (engl. typhoon) kommt über das Portugiesische von arab. ṭūfān (= "Überschwemmung"), dieses vielleicht von griech. typhōn (= "starker Sturm"); verstärkt durch chin. taifeng (= "starker Wind").
Der japanische Begriff Kamikaze bezeichnet den „göttlichen Wind“ oder auch „Hauch Gottes“ in Form von zwei Taifunen, die zwei mongolische Eroberungsversuche Kublai Khans im 13. Jahrhundert scheitern ließen (siehe auch Kamikaze (Mongoleneinfall)). Shimpū Tokkōtai (jpn. 神風特攻隊, Kamikaze Spezialtruppen) war eine japanische Flieger-Spezialtruppe im Zweiten Weltkrieg. Tokkōtai ist Abkürzung für tokubetsu·kōgekitai (特別攻撃隊) = „Spezial-Angriffstruppe“. Die Tatsache, dass der bekannte Begriff Kamikaze in der japanischen Bezeichnung nicht auftaucht, liegt an einer Besonderheit der japanischen Sprache, die es erlaubt, bestimmte Schriftzeichen (die Kanji) je nach Zusammenhang verschieden auszusprechen. Shimpū und Kamikaze sind zwei verschiedene Aussprachen der Zeichen 神風. Der Begriff Kamikaze selbst steht im Deutschen für einen Selbstmordangriff auf militärische Ziele.
Das Kurzzeichen des Radikals 182 ist 風; mit 風 werden Zeichenverbindungen von U+98A8 bis 飍 U+98EB codiert, anschließend daran mit 风 von U+98EC bis 飚 U+98DA.

## Schriftzeichenverbindungen, die vom Radikal 182 regiert werden
| Striche | Zeichen                          |          |
| ------- | -------------------------------- | -------- |
| +0      | 風                               | 风       |
| +02     | 䫸                               |          |
| +03     | 䫹 颩 颪                         | 飏       |
| +04     | 䫺 䫻 䫼 䫽 颫 颬                |          |
| +05     | 䫾 䫿 䬀 䬁 䬂 䬃 颭 颮 颯 颰 颱 | 飐 飑 飒 |
| +06     | 䬄 䬅 颲 颳                      |          |
| +07     | 䬆 䬇 䬈 䬉 䬊 颴 颵             |          |
| +08     | 䬋 䬌 䬍 䬎 䬏 䬐 颶 颷          | 飓       |
| +09     | 䬑 䬒 䬓 䬔 䬕 䬖 䬗 颸 颹 颺    | 飔 飖    |
| +10     | 䬘 䬙 䬚 颻 颼 颽 颾 颿 飀       | 飕 飗    |
| +11     | 䬛 䬜 飁 飂 飃 飄                | 飘       |
| +12     | 䬝 飅 飆 飇 飈 飉 飊             | 飙 飚    |
| +13     | 飋                               |          |
| +14     | 䬞                               |          |
| +15     | 䬟                               |          |
| +18     | 飌 飍                            |          |

 Im Unicodeblock Kangxi-Radikale ist das Radikal 182 unter der Codepointnummer 12.213 (U+2FB5) codiert.